# مارتن هاينريش غوستاف شفانتس
مارتن هاينريش غوستاف (بالألمانية: Gustav Schwantes)‏ (و. 1881 – 1960 م) هو عالم الإنسان، وعالم آثار، وprehistorian، وعالم نبات من ألمانيا .
وهو عضو في الحزب النازي .
وهو عضو في المعهد الألماني للآثار .
توفي في هامبورغ .